# ガメラの歌
『ガメラの歌』は、1967年（昭和42年）3月15日に公開された大映の映画『大怪獣空中戦 ガメラ対ギャオス』の主題歌。

## 解説
大映のドル箱シリーズである「ガメラ映画」の主題歌として、『大怪獣空中戦 ガメラ対ギャオス』（湯浅憲明監督）で登場。「怪獣映画」に主題歌を冠する興行手法は、同年公開の日活映画『大巨獣ガッパ』（野口晴康監督）や松竹映画『宇宙大怪獣ギララ』（二本松嘉瑞監督）に先駆けるものである。
作詞者は大映の永田雅一社長の実子で専務・副社長だった永田秀雅。永田は「映画を観に来る子供たちをいい子に育てたい」という意味から、ガメラを全くのお友達、「僕らのガメラ」にしたかったといい、この気持ちを込めて本曲を作詞した。歌詞はガメラの出自や能力を謳い上げる内容となっている。
永田は続けて次作『ガメラ対宇宙怪獣バイラス』でも主題歌『ガメラマーチ』を作詞しているが、「映画に歌が流れるシーンは、タイミングが一秒遅れてもいけないし、一秒早くてもダメで、本当に一コマの問題です」と語っている。永田によると当時、井上梅次監督が興味津々の体で「次の（ガメラ映画の）監督は決まってるのか?」などと聞いてきたという。永田は「あの人はそれこそ歌の入った映画の名人ですよね。それで、ガメラも撮ってみたかったんだと思います」と述懐している。
映画のラストシーンの出演者クレジットで流れる。ガメラシリーズで主題歌が挿入されたのは『ガメラ対ギャオス』が初めてだが、湯浅憲明監督によると、これは「本編尺数を増やしたい」という大映本社の意向によるもので、湯浅監督は『大怪獣ガメラ』、『大怪獣決闘 ガメラ対バルゴン』と、劇中のガメラの活躍シーンを繋いで背景画面とし、「観客にとっては思いがけないサービスカットになった」とコメントしている。湯浅監督が「カラオケ方式」とする、この「歌にシンクロして画面が出る」という演出手法は以後、ガメラ映画の定番となった。

## ソノシート
大映レコードレーベルで、朝日ソノラマから「映画シリーズ」として、映画公開に合わせてソノシートが発売された。A・B面に「迫力ドラマ」と題したミニドラマ（脚本：辻真先、声の出演は映画と同じ配役陣）がついた。ジャケットの表紙は南村喬之、内容はガメラと新怪獣ギャオス、「ギャオスの巣」の断面図解（構成：大伴昌司、画：遠藤昭吾）、紙製の付録などで構成されていた。定価は300円だった。
「ガメラの歌」
作詞：永田秀雅 / 作・編曲：小町昭 / 歌唱：ひばり児童合唱団 / 演奏：大映レコーディングオーケストラ